# Níger nos Jogos Olímpicos
O Níger mandou atletas para todas as edições dos Jogos Olímpicos de Verão realizados desde 1964 exceto em 1976 e 1980. Em apenas duas ocasiões o país ganhou medalhas olímpicas, ambas em lutas: Issaka Daborg foi bronze no Boxe em 1972, e Abdoul Razak Issoufou ganhou a prata no Taekwondo em 2016. Nenhum atleta do Níger competiu nos Jogos Olímpicos de Inverno.

## Medalhistas
| Medalha           | Nome                  | Jogos               | Esporte   | Evento                  |
| ----------------- | --------------------- | ------------------- | --------- | ----------------------- |
| Medalha de prata  | Abdoul Razak Issoufou | 2016 Rio de Janeiro | Taekwondo | Peso pesado             |
| Medalha de bronze | Issaka Daborg         | 1972 Munique        | Boxe      | Peso meio-médio ligeiro |